# Elisabeth Nägelsbach
Elisabeth Nägelsbach (* 12. Dezember 1894 in Schweinfurt; † 8. April 1984 in Nürnberg) war eine deutsche Politikerin (CSU), Mitglied des Bayerischen Landtags und Richterin am Bayerischen Verfassungsgerichtshof.

## Leben

### Ausbildung und Beruf
Nägelsbach war eine Pfarrerstochter. Sie besuchte Schulen in München und Erlangen. Während des Ersten Weltkriegs war sie ein Jahr lang im freiwilligen Sanitätsdienst tätig. Danach besuchte sie die Wohlfahrtsschule des Stephansstifts in Hannover, wo sie 1917 das Examen ablegte. Ab 1917 war sie als Fürsorgerin in Berlin und München tätig.
Seit 1923 war sie Referentin für Jugendfürsorge im Landesverband der Inneren Mission in Bayern. Sie war dort zuständig für Erholungsfürsorge, Heilfürsorge, weibliche Jugendfürsorge und Arbeitsvermittlung.

### Politische Aktivitäten
1948 wurde Nägelsbach Mitglied der CSU. Von 1948 bis 1955 war sie mit einer kurzen Unterbrechung ehrenamtliche Stadträtin in Nürnberg.
Seit 1954 war sie Mitglied des Landtags für den Wahlkreis Mittelfranken. 1966 trat sie nicht mehr zur Wahl an. Während der drei Wahlperioden, in denen sie Fraktionsmitglied des Landtags war, engagierte sie sich im Ausschuss für Angelegenheiten der Heimatvertriebenen und Kriegsfolgegeschädigten, im Ausschuss für Kulturpolitische Fragen und im Ausschuss für Sozialpolitische Angelegenheiten.

### Engagement
Nägelsbach war 1920 Gründerin der Vereinigung Evangelischer Frauenverbände Bayerns, heute Evangelische Frauen in Bayern (EFB). Von Beginn an war sie Mitglied des Vorstands und Schriftführerin. Die Vereinigung war der Dachverband von sechs Verbänden, die insgesamt rund 20.000 Mitglieder hatten. Auch heute ist die Organisation eine der mitgliederstärksten Frauenverbände in Bayern.
Einer der Mitgliedsverbände der Vereinigung Evangelischer Frauenverbände Bayerns war der Landesverband Evangelischer Arbeiterinnen-Vereine Bayerns, dessen 1. Vorsitzende Nägelsbach war. Selbsterklärte Aufgabe der Arbeiterinnen-Vereine war es, alleinstehende Arbeiterinnen und alleinerziehende Müttern zu unterstützen. Der Landesverband wurde während der Zeit des Nationalsozialismus aufgelöst. 1951 wurde er auf Betreiben von Nägelsbach neu gegründet als Evangelisches Arbeiterinnen-Werk.
Zur Erholung für Arbeiterinnen schuf Nägelsbach 1925 das Erholungsheim Sulzbürg. Zunächst standen zwölf Plätze in einem alten Bauernhaus zur Verfügung. Um das Erholungsheim vor dem Zugriff der Nationalsozialisten zu schützen, gründete Nägelsbach den Verein Freundesring Sulzbürg, der die Trägerschaft für das Haus übernahm. Nach dem Ende des Zweiten Weltkrieges wurde neben dem alten Bauernhaus ein Fachwerkhaus errichtet. So konnte die Einrichtung bald fünfzig Gäste aufnehmen. Ab 1958 erfolgte der Ausbau zum heutigen Familien- und Erholungsheim Sulzbürg. 1955 gründete der Verein in Nürnberg das Wohnheim für Mutter mit Kind, dem auch ein Kindergarten und ein Hort angeschlossen waren. Damit wurde der Name des Vereins auf Freundesring Nürnberg und Sulzbürg erweitert.
Am 18. Dezember 1957 wurde Nägelsbach zum ersten Mal vom Bayerischen Landtag zum nicht berufsrichterlichen Mitglied am Bayerischen Verfassungsgerichtshof gewählt. Sie wurde dreimal für dieses Ehrenamt wiedergewählt und übte das Amt bis 1970 aus.

### Privates
Nägelsbach war nicht verheiratet.

## Ehrungen
- 1964 Bayerischer Verdienstorden[13]
- 1973 erhielt Nägelsbach die Bürgermedaille der Stadt Nürnberg.[14]
- In Nürnberg-Langwasser gibt es einen Elisabeth-Nägelsbach-Weg.[15]